# Strahlenpalmen
Die Strahlenpalmen (Licuala) sind eine in Südostasien und Australien heimische Palmengattung. Es sind über 150 Arten bekannt.

## Merkmale
Die Vertreter sind sehr kleine bis mittelgroße, einzelstämmige oder mehrstämmige Fächerpalmen. Sie sind stammlos oder strauchartig, seltener baumförmig. Sie sind bewehrt oder unbewehrt, mehrmals blühend und meist zwittrig, sehr selten diözisch. Der Stamm  ist sehr kurz und unterirdisch, oder kriechend oder aufrecht. Er ist eng mit ringförmigen Blattnarben besetzt, die teils durch Überreste der Blattscheiden verdeckt sind. Manchmal sitzen an den Knoten kurze, Bulbillen-artige Sprosse.
Die Chromosomenzahl ist 2n=28.

### Blätter

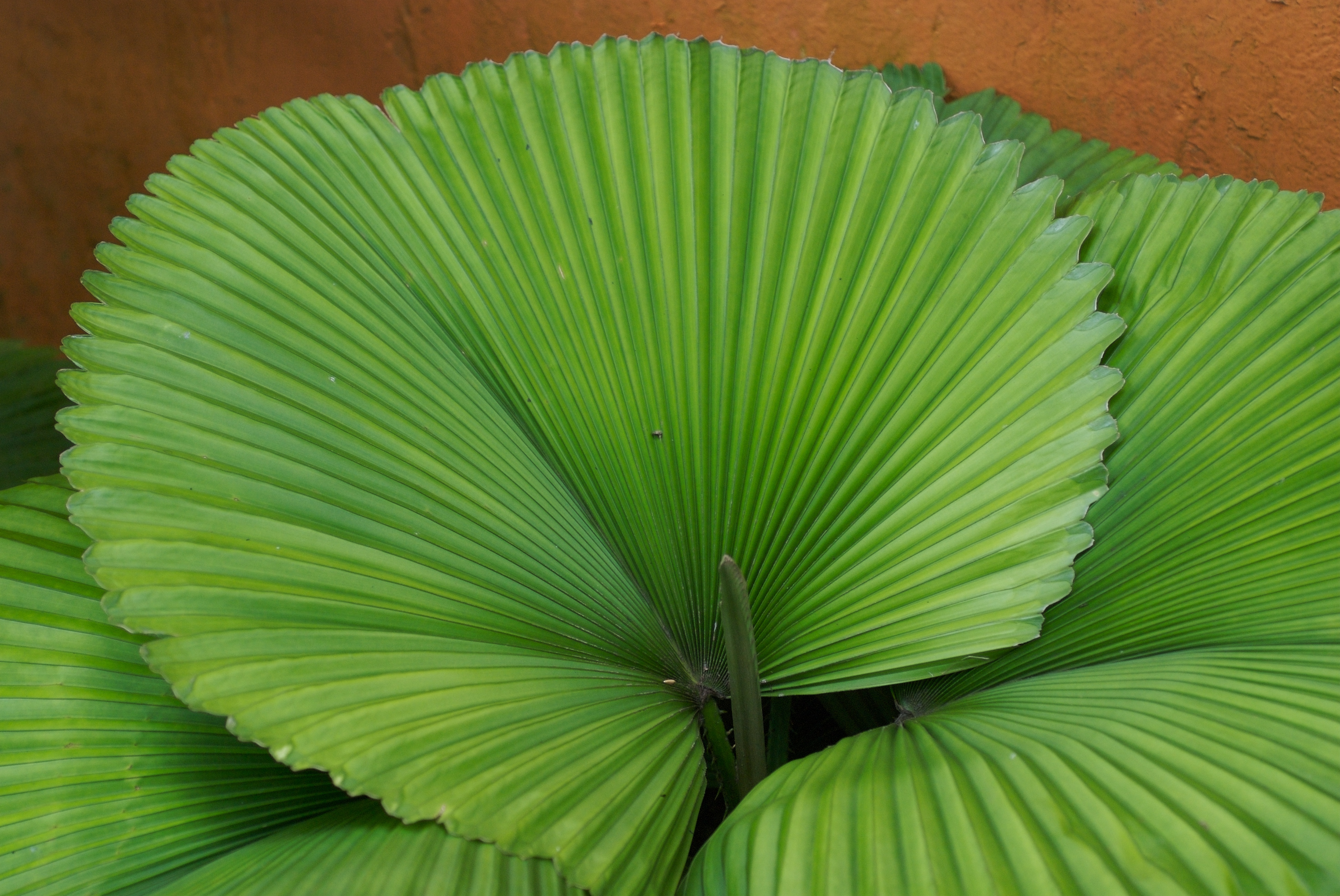
Blatt von Licuala orbicularis

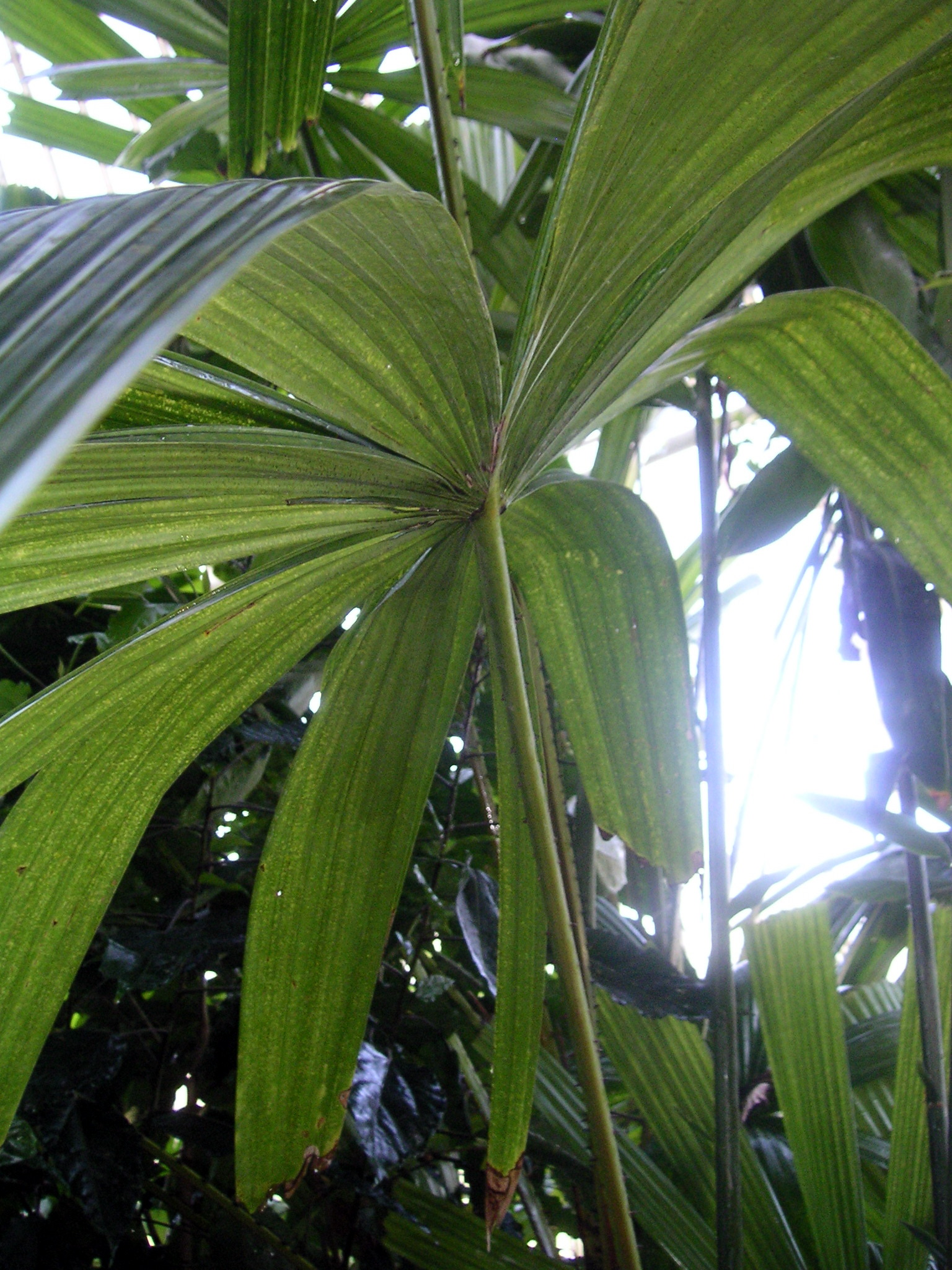
Blatt von Licuala spinosa

Die Blätter sind palmat (handförmig) und verbleiben nach dem Absterben an der Pflanze (Marzeszenz). Die Blattscheide zerfällt in Fasern, ihr Rand verbleibt manchmal als breites, ligulaartiges Band oder Zunge. Die Oberseite des Blattstiels ist basal gefurcht, distal gerundet oder gefurcht. Die Unterseite ist gerundet oder kantig. Der Blattstiel ist am Rand mit scharfen Zähnen oder dreieckigen Stacheln besetzt, kann aber auch unbewehrt sein. Die adaxiale Hastula ist deutlich ausgeprägt und meist dreieckig. Die abaxiale Hastula fehlt.
Die Blattspreite ist ungeteilt oder verschiedenartig entlang der adaxialen Rippen bis zur Basis gespalten, sodass einfach  bis mehrfach gefaltete, keilförmige reduplicate Segmente entstehen. Diese Segmente sind wiederum entlang der abaxialen Falten sehr kurz eingerissen und etwas länger entlang der adaxialen Falten. Das zentrale Segment ist normalerweise ungeteilt, manchmal zweiteilig (bifid), manchmal steht es an einer stielartigen Verlängerung.

### Blütenstände
Die Blütenstände stehen zwischen den Blättern (interfoliar), ihre Länge reicht von viel kürzer bis deutlich länger als die Blätter. Sie sind sehr verschieden von Aussehen und Grad der Verzweigung, die von ährenförmig bis dreifach verzweigt reicht. Der Blütenstandsstiel ist kurz bis sehr lang und trägt ein basales, zweikieliges, röhriges Vorblatt und null bis fünf oder mehr ähnliche, röhrige, mit eng anliegender oder aufgeblasener Scheide versehene kahle oder behaarte Hochblätter. Die Hochblätter an der Blütenstandsachse tragen üblicherweise entfernt stehende Zweige erster Ordnung. Die Hochblätter der Seitenachsen höherer Ordnung sind sehr klein. Es gibt wenige bis etwa 30 oder mehr blütentragende Achsen (Rachillae). Diese stehen gedrängt oder abstehend, sind kahl bis verschieden beschuppt oder behaart. Sie tragen die Blüten in spiraliger Anordnung. Die Blüten stehen entfernt oder gedrängt.

### Blüten
Die Blüten stehen einzeln oder in Zweier- oder Dreiergruppen. Sie sind sitzend oder stehen an kurzen bis langen Spornen. Jede Blüte sitzt in der Achsel einer winzigen, dreieckigen Braktee. Der Kelch ist an der Basis manchmal stielartig, röhrig, unregelmäßig gespaltet oder mit drei dreieckigen Zipfeln; er ist kahl oder verschieden behaart. Die Krone ragt meist weit aus dem Kelch heraus, ist an der Basis röhrig und ist in drei eher dicke, dreieckige, valvate Zipfel geteilt. Die Krone ist kahl oder verschieden behaart und besitzt an der Innenseite meist Abdrücke der Antheren. Die sechs Staubblätter stehen epipetal. Die Filamente sind frei, etwas abgeflacht, oder sie sind zu einer auffälligen Röhre vereint mit drei gleichen Zähnen, auf denen die hängenden Antheren sitzen. Oder es gibt einen dreilappigen Ringen, an dem drei Antheren an kurzen Filamenten stehen, und drei weitere zwischen den Lappen. Die Antheren sind rundlich bis länglich, sehr klein bis mittelgroß. Sie öffnen sich latrors.
Das Gynoeceum ist dreifächrig, kahl oder verschieden behaart. Die Fruchtblätter sind keilförmig, im Bereich der Samenanlagen nicht verwachsen, distal zu einem langen, schmalen, säulenförmigen Griffel vereint. An der Spitze steht eine kleine, punktförmige Narbe. Die Samenanlagen setzen basal an und sind anatrop.
Der Pollen ist ellipsoidisch und meist bisymmetrisch. Die Keimöffnung ist ein distaler Sulcus. Die längste Achse misst 28 bis 50 Mikrometer.

### Früchte und Samen
Die Früchte besitzen eine Vielzahl von Formen: kugelig, eiförmig, schmal, gerade, spindelförmig oder gekrümmt. Die Blütenhülle bleibt an der Frucht erhalten. Es entwickeln sich ein bis alle drei Fruchtblätter. Die abortiven Fruchtblätter stehen mit den Narbenresten an der Spitze der Frucht, können aber auch an der Basis verbleiben. Das Exokarp ist häufig auffällig gefärbt, matt oder glänzend, selten mit Korkwarzen besetzt. Das Mesokarp ist fleischig, etwas faserig, dünn bis dick. Das Endokarp ist dünn und krustig. Der Samen setzt basal an. Das Endosperm ist homogen oder seltener ruminat (gefurcht).

## Blütenökologie
Über die Blütenökologie von Licuala ist wenig bekannt. Eine Untersuchung an drei Arten ergab eine deutliche Nektarproduktion. Die Blüten bleiben relativ lange geöffnet, eine Vielzahl von Idioblasten im Gewebe mit Calciumoxalat-Raphiden dürfte als Fraßschutz fungieren. Die Blüten wurden von einer Vielzahl von Insekten besucht, von denen jedoch nur Vertreter der Coleoptera, Diptera und Hymenoptera als Bestäuber in Betracht kommen. Arten dieser Ordnungen waren auch mit relevanten Mengen von Pollen bedeckt.

## Verbreitung und Standorte

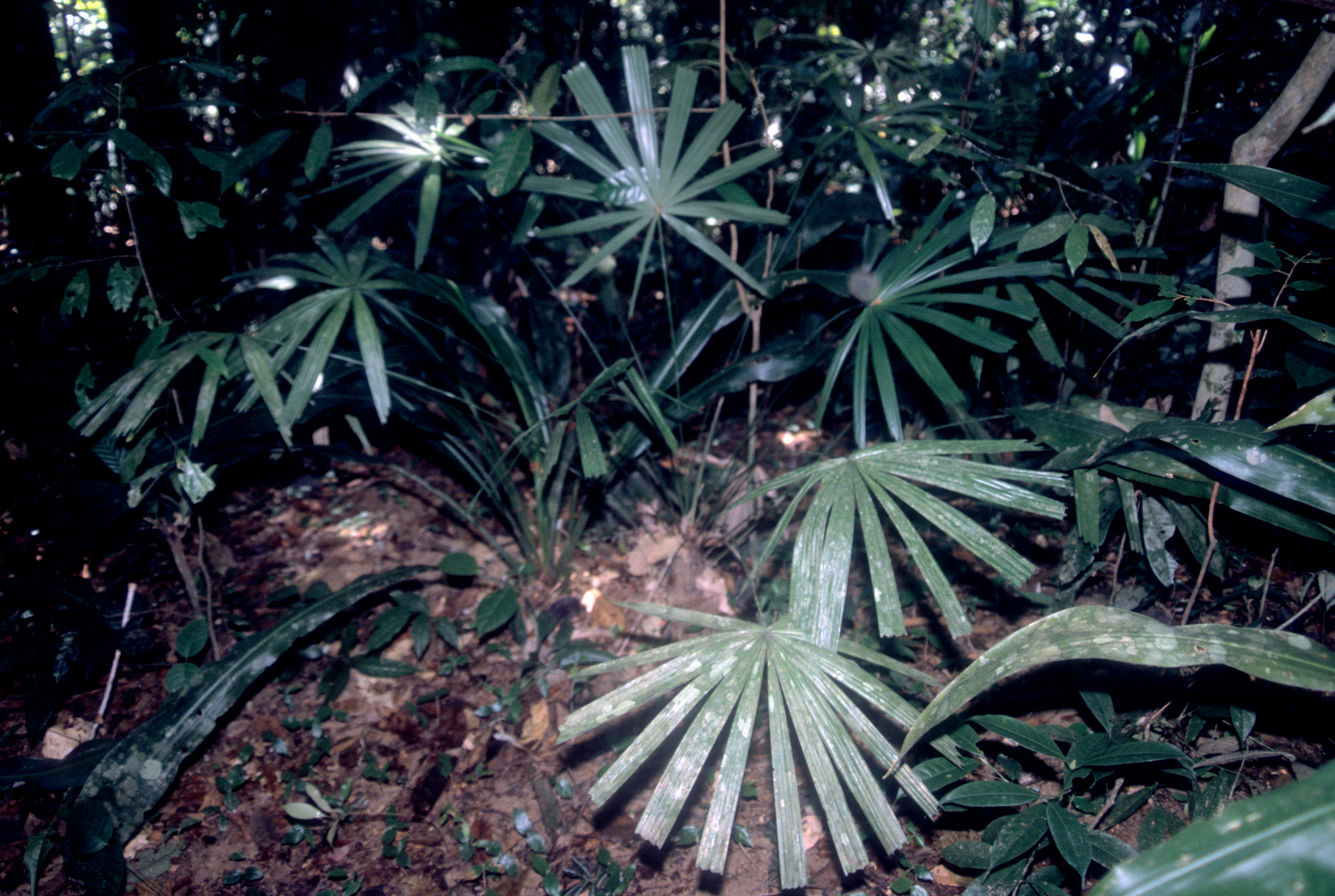
Licuala corneri am natürlichen Standort in Malaysia

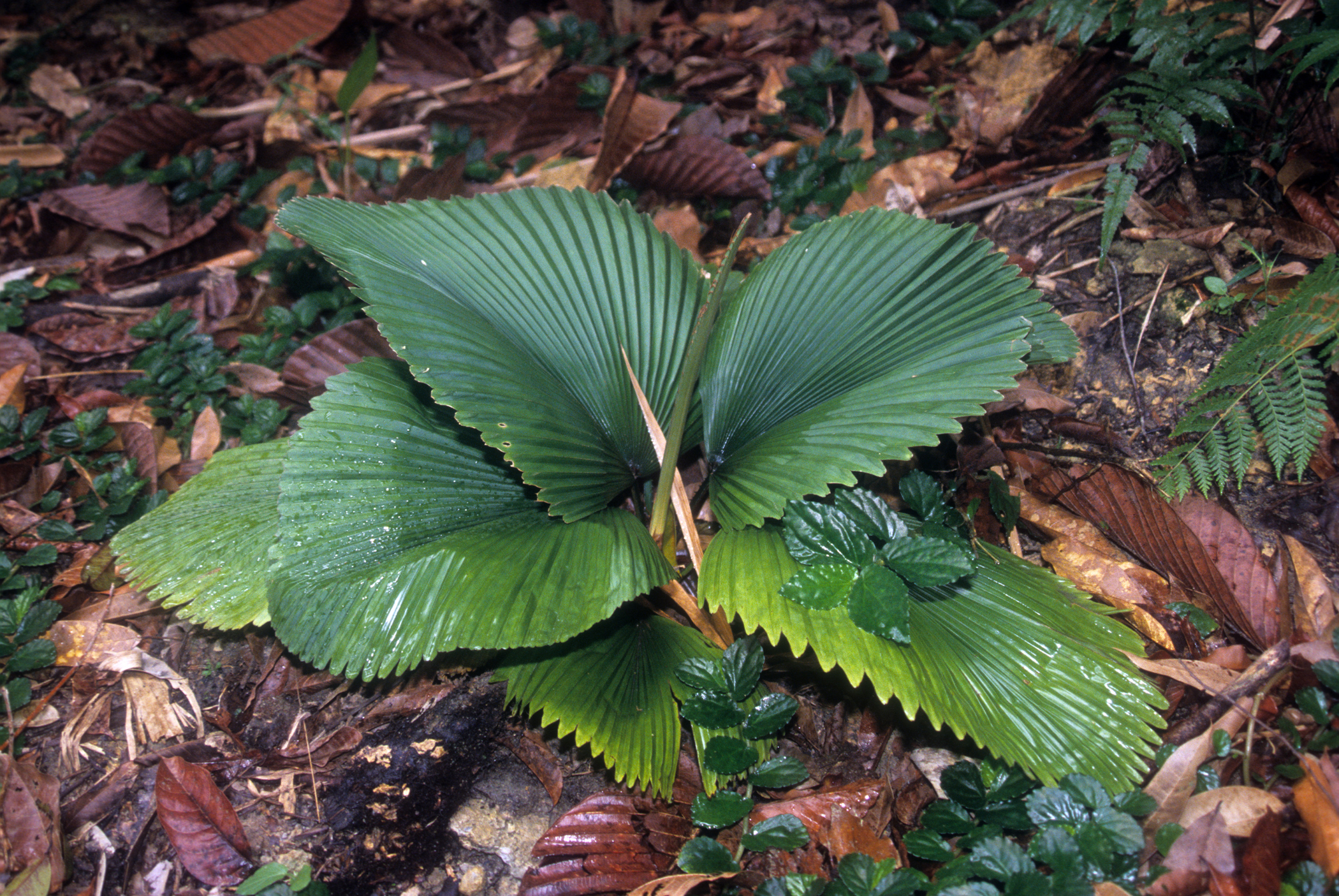
Licuala orbicularis

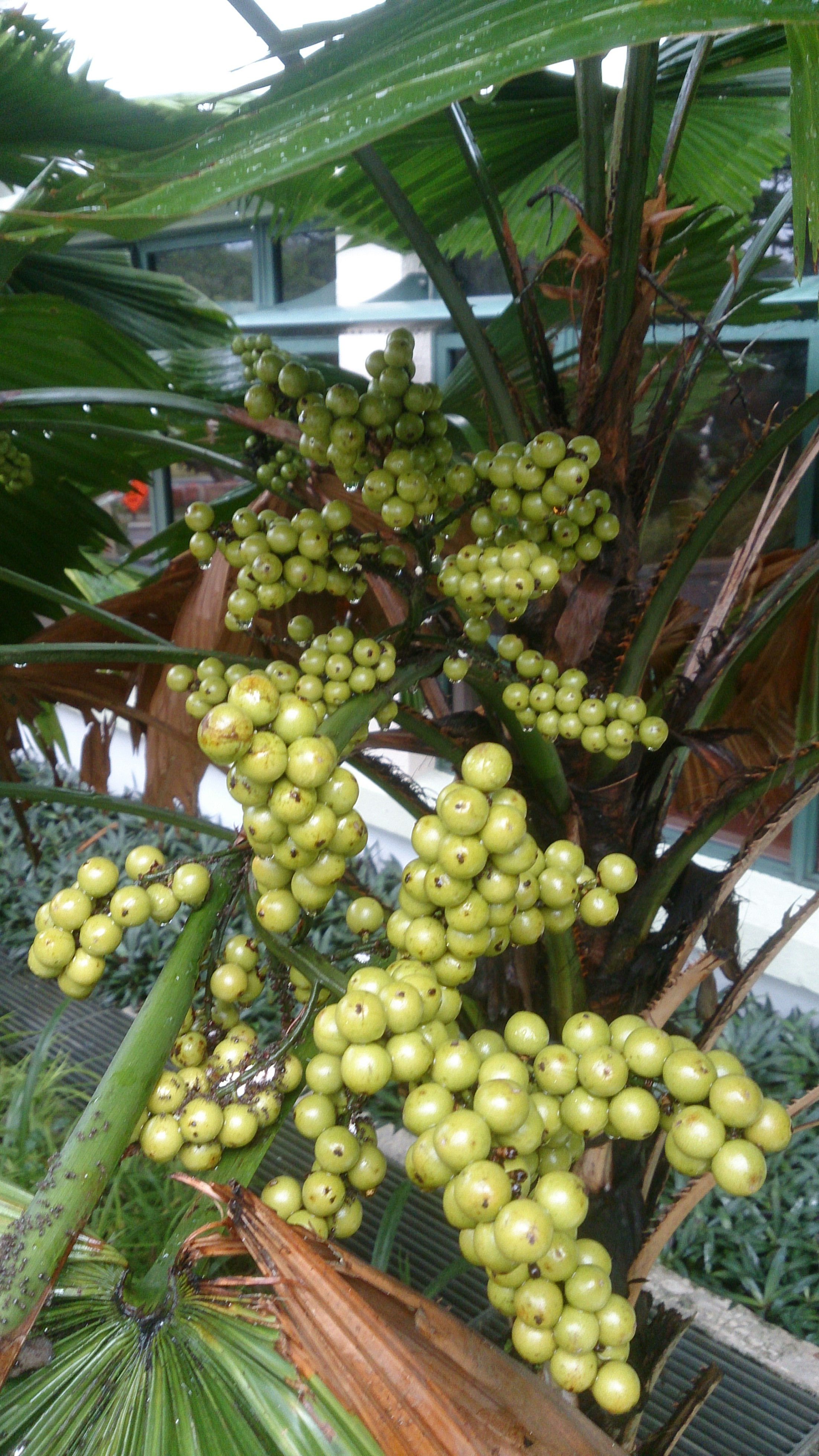
Licuala peltata

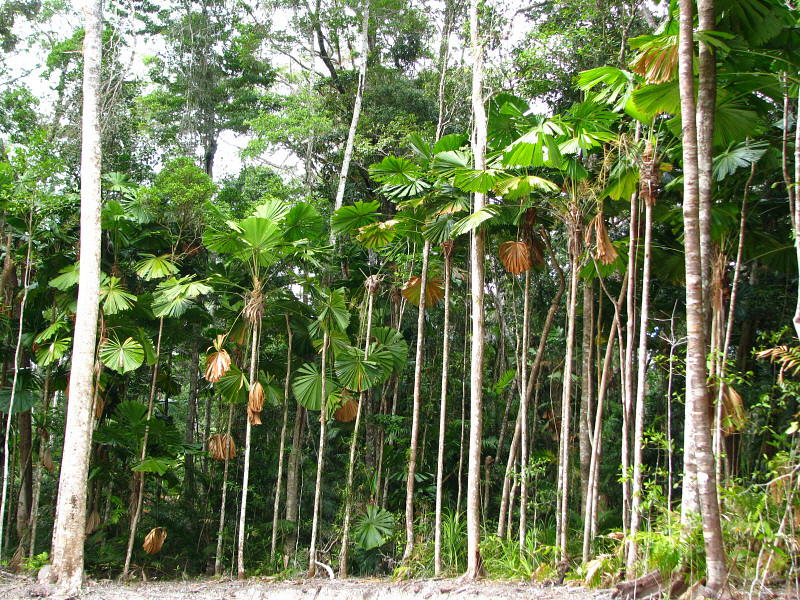
Licuala ramsayi

Das Verbreitungsgebiet von Licuala reicht von Indien und Süd-China über Südostasien nach Malesien, Queensland, die Salomonen und die Neuen Hebriden. Die größte Artenvielfalt gibt es auf der Malaiischen Halbinsel, auf Borneo und Neuguinea.
Die meisten Arten sind Vertreter des Unterwuchses der Wälder. Manche wachsen in Gruppen und verleihen bestimmten Waldtypen ein charakteristisches Aussehen. Manche Arten kommen nur sehr lokal vor und wachsen als zerstreute Einzelexemplare. Einige wenige Arten sind strikt calcicol. Licuala spinosa, die am weitesten verbreitete Art, wächst in den Wäldern, die sich landseits an die Mangroven anschließen. Licuala paludosa ist ein häufiger Vertreter in Torf-Sumpfwäldern. In einigen Waldtypen Borneos kommen etliche Arten sympatrisch vor.

## Taxonomie und Systematik
Die Gattung Licuala wird innerhalb der Familie Arecaceae in die Unterfamilie Coryphoideae, Tribus Trachycarpeae, Subtribus Livistoninae gestellt. Die Gattung ist wahrscheinlich monophyletisch.  Die systematische Stellung von Licuala innerhalb der Subtribus ist nicht geklärt: eine Arbeit sah sie als Schwestergruppe von Johannesteijsmannia, zwei andere als Schwestergruppe einer Klade aus Johannesteijsmannia, Pholidocarpus und Pritchardiopsis.
In der World Checklist of Selected Plant Families der Royal Botanic Gardens, Kew, werden folgende Arten anerkannt:
| - Licuala acuminata - Licuala acutifida - Licuala adscendens - Licuala ahlidurii - Licuala angustiloba - Licuala anomala - Licuala aruensis - Licuala atrovirens - Licuala atroviridis - Licuala averyanovii - Licuala bachmaensis - Licuala bacularia - Licuala bayana - Licuala beccariana - Licuala bellatula - Licuala bidentata - Licuala bidoupensis - Licuala bifida - Licuala bintulensis - Licuala bissula - Licuala borneensis - Licuala bracteata - Licuala brevicalyx - Licuala bruneiana - Licuala burretii - Licuala cabalionii - Licuala caespitosa - Licuala cameronensis - Licuala campestris - Licuala cattienensis - Licuala celebica - Licuala chaiana - Licuala collina - Licuala concinna - Licuala cordata - Licuala corneri - Licuala crassiflora - Licuala dakrongensis - Licuala debilis - Licuala densiflora - Licuala distans - Licuala egregia - Licuala elegans | - Licuala elegantissima - Licuala ellipsoidalis - Licuala elliptica - Licuala exigua - Licuala ferruginea - Licuala ferruginoides - Licuala flammula - Licuala flavida - Licuala flexuosa - Licuala fordiana - Licuala fractiflexa - Licuala gjellerupii - Licuala glaberrima - Licuala glabra - Licuala graminifolia - Licuala grandiflora - Licuala grandis - Licuala hallieriana - Licuala honbaensis - Licuala honheoensis - Licuala insignis - Licuala intermedia - Licuala kamarudinii - Licuala kemamanensis - Licuala khoonmengii - Licuala kiahii - Licuala kingiana - Licuala klossii - Licuala kuchingensis - Licuala kunstleri - Licuala lambii - Licuala lamdongensis - Licuala lanata - Licuala lanuginosa - Licuala lauterbachii - Licuala leopoldii - Licuala leprosa - Licuala leptocalyx - Licuala leucocarpa - Licuala linearis - Licuala longicalycata - Licuala longiflora | - Licuala longipes - Licuala longispadix - Licuala macrantha - Licuala magna - Licuala malajana - Licuala manglaensis - Licuala mattanensis - Licuala meijeri - Licuala merguensis - Licuala micholitzii - Licuala micrantha - Licuala mirabilis - Licuala miriensis - Licuala modesta - Licuala montana - Licuala moszkowskiana - Licuala moyseyi - Licuala mukahensis - Licuala mustapana - Licuala nana - Licuala naumoniensis - Licuala nauroannii - Licuala nuichuaensis - Licuala olivifera - Licuala oliviformis - Licuala oninensis - Licuala orbicularis - Licuala oryzoides - Licuala pachycalyx - Licuala pahangensis - Licuala palas - Licuala paludosa - Licuala parviflora - Licuala parvula - Licuala patens - Licuala paucisecta - Licuala peekelii - Licuala peltata - Licuala penduliflora - Licuala petiolulata - Licuala pilosa - Licuala pitta - Licuala platydactyla | - Licuala polyschista - Licuala poonsakii - Licuala pseudovalida - Licuala pulchella - Licuala pumila - Licuala punctulata - Licuala pusilla - Licuala radula - Licuala ramsayi - Licuala reptans - Licuala rheophytica - Licuala ridleyana - Licuala robinsoniana - Licuala robusta - Licuala rubiginosa - Licuala rumphii - Licuala ruthiae - Licuala sabahana - Licuala sallehana - Licuala sarawakensis - Licuala scortechinii - Licuala simplex - Licuala spathellifera - Licuala spectabilis - Licuala spicata - Licuala spinosa - Licuala steinii - Licuala stipitata - Licuala stongensis - Licuala tanycola - Licuala taynguyensis - Licuala telifera - Licuala tenuissima - Licuala terengganuensis - Licuala thoana - Licuala tiomanensis - Licuala tomentosa - Licuala tonkinensis - Licuala triphylla - Licuala urciflora - Licuala whitmorei - Licuala yiiana |

Licuala wurde von Friedrich von Wurmb 1782 in Verhandelingen van het Bataviaasch Genootschap van Kunsten en Wetenschapen Band 2 Seite 473 erstbeschrieben. Typusart ist Licuala spinosa. Der Gattungsname ist eine Latinisierung des Vernakularnamens „leko wala“, der in Makassar (Sulawesi) vermutlich für Licuala spinosa verwendet wurde.
Synonyme für Licuala sind Pericycla Blume und Dammera Lauterb. & K. Schum.
2011 wurden einige Arten in eine eigene Gattung Lanonia ausgegliedert:
- Licuala acaulis A.J.Hend., N.K.Ban & N.Q.Dung => Lanonia acaulis (A.J.Hend., N.K.Ban & N.Q.Dung) A.J.Hend. & C.D.Bacon
- Licuala calciphila Becc. => Lanonia calciphila (Becc.) A.J.Hend. & C.D.Bacon
- Licuala centralis A.J.Hend., N.K.Ban & N.Q.Dung => Lanonia centralis (A.J.Hend., N.K.Ban & N.Q.Dung) A.J.Hend. & C.D.Bacon
- Licuala dasyantha Burret => Lanonia dasyantha (Burret) A.J.Hend. & C.D.Bacon
- Licuala gracilis Blume => Lanonia gracilis (Blume) A.J.Hend. & C.D.Bacon
- Licuala hainanensis A.J.Hend., L.X.Guo & Barfod => Lanonia hainanensis (A.J.Hend., L.X.Guo & Barfod) A.J.Hend. & C.D.Bacon
- Licuala hexasepala Gagnep. => Lanonia hexasepala (Gagnep.) A.J.Hend. & C.D.Bacon
- Licuala magalonii A.J.Hend., N.K.Ban & N.Q.Dung => Lanonia magalonii (A.J.Hend., N.K.Ban & N.Q.Dung) A.J.Hend. & C.D.Bacon

## Nutzung
Die Blätter einiger Arten werden zum Dachdecken verwendet. Ebenso wird Essen vor oder nach dem Kochen in die Blätter eingewickelt. Kleinere Stämme werden zu Spazierstöcken verarbeitet, größere zu Palisaden am Bau. Mark und Stammspitzen sind essbar. Etliche Arten sind sehr dekorativ, wachsen allerdings eher langsam.